# 亨德里克耶·范·安德爾-席佩爾
亨德里克耶·范·安德尔-席佩尔（荷兰语：Hendrikje "Henny" van Andel-Schipper，1890年6月29日—2005年8月30日）是一名荷蘭超級人瑞，史上最长寿的荷兰人。

## 超级人生

### 童年
1890年她出生在荷兰德伦特省的一个小村庄。她是早产儿，而且差点早夭，幸亏她祖母坚持非常耐心4星期无微不至的特别照料。5岁第1天去学校报到，她的孱弱体质令她无法正常进行，而且遵医嘱，加上其父是小学校长，于是她在家上学。
她自幼热爱戏剧，也曾想踏入这行，但其母强烈反对，结果她成了针线活纺织手艺人。

### 成年
她直到49岁才结婚，并且终身未育。对方Dick van Andel在阿姆斯特丹工作，1939年结婚。二战期间，两人迁往荷兰东北部的霍赫芬，1940年5月荷蘭被納粹德國佔領，在德國佔領時期她的生活被迫变卖珠宝。1959年对方过世。
即将100岁时，她进行了一场乳腺癌手术。

### 100岁之后
直到105岁之后她才结束独居生活，进入百岁人瑞养老院。
2005年6月29日，她的115岁生日，荷兰皇室成员和荷兰足坛劲旅阿贾克斯足球队特意组团来探望她。

### 荷兰之最
2005年8月30日，她在睡梦中平静辞世，享嵩壽115岁62天。尽管此前她确诊有胃癌等，但这辞世其实基本平静安稳的善终。
她临终之前几天，体质虚弱很多，但依旧作息健康，而且心态淡定。她对护理主任Johan Beijering倾诉到：“（我的）这一生整体而言呢，是比较令我开心的，不过世间一切终有尽头……或许……是时候离开了……”
她自曝百岁长寿秘诀是每天都吃鲱鱼、喝橙汁、多呼吸和乐观心态。而且她建议任何人都不吸烟、可以饮酒但千万记得适可而止。而且她喜欢喝蛋黄白兰地。